# Egy-Tech Engineering
Ingénierie Egy-Tech (ايجى تك) est un constructeur automobile situé au Caire, en Égypte. L'entreprise se spécialise dans la fabrication de véhicules à trois roues dans la catégorie des voitures de ville et des tuk-tuk. L'entreprise a été fondée en 1997 et les modèles de voitures sont la Micro et la Maestro.